# Tunápolis
Tunápolis is een gemeente in de Braziliaanse deelstaat Santa Catarina. De gemeente telt 4.775 inwoners (schatting 2009).

## Aangrenzende gemeenten
De gemeente grenst aan Iporã do Oeste, Itapiranga, Santa Helena en São João do Oeste.

### Landsgrens
En met als landsgrens aan de gemeente San Pedro in het departement San Pedro in de provincie Misiones met het buurland Argentinië.